# Étréchy, Essonne
Étréchy är en kommun i departementet Essonne i regionen Île-de-France i norra Frankrike. Kommunen ligger i kantonen Étréchy som tillhör arrondissementet Étampes. År 2022 hade Étréchy 6 926 invånare.

## Befolkningsutveckling
Antalet invånare i kommunen Étréchy
| Referens: INSEE |